# Tegenaria forestieroi
Tegenaria forestieroi là một loài nhện trong họ Agelenidae.
Loài này thuộc chi Tegenaria. Tegenaria forestieroi được Paolo Marcello Brignoli miêu tả năm 1978.